# Kolej Warszawsko-Kaliska

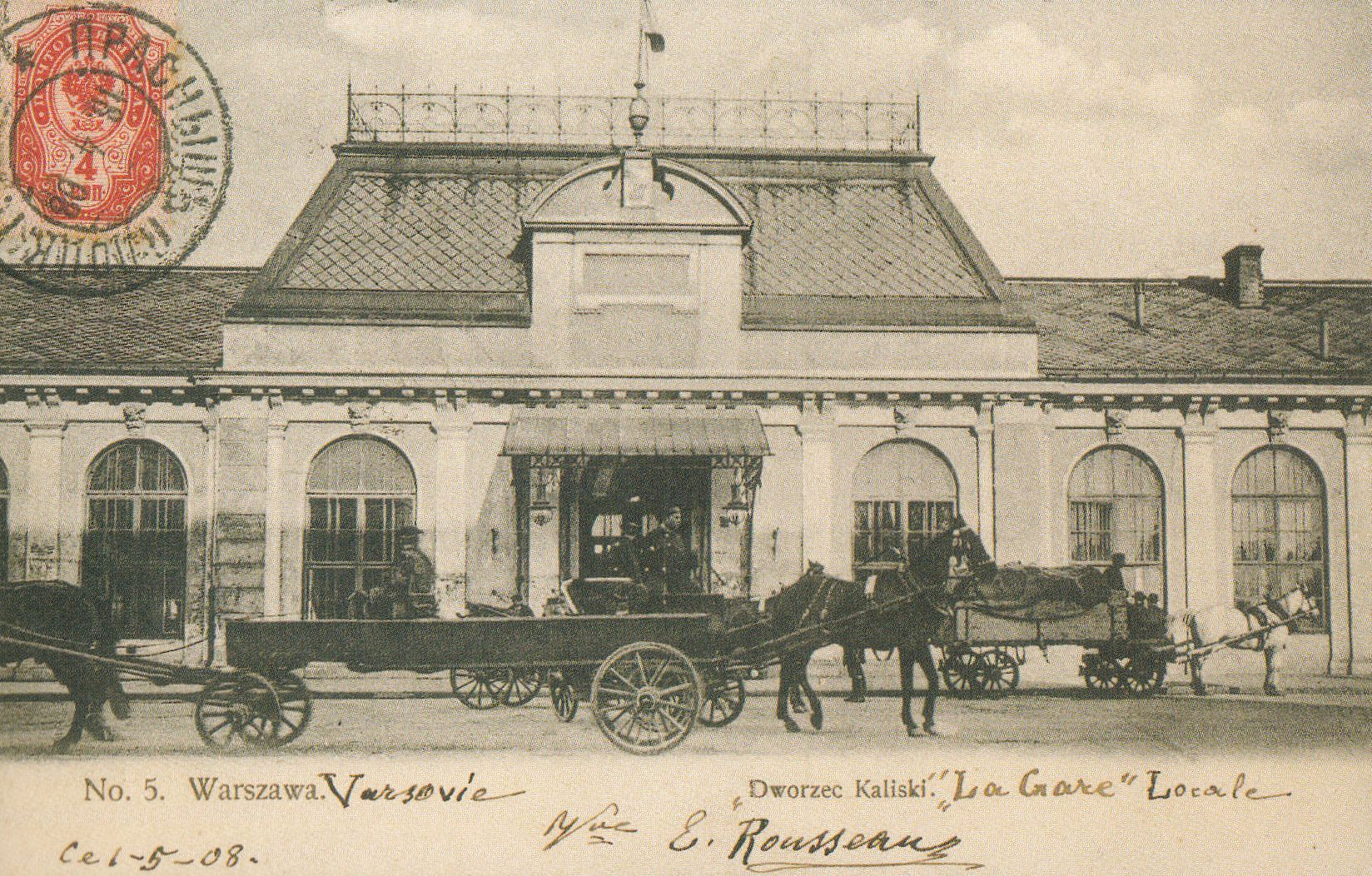
Dworzec Kaliski w Warszawie

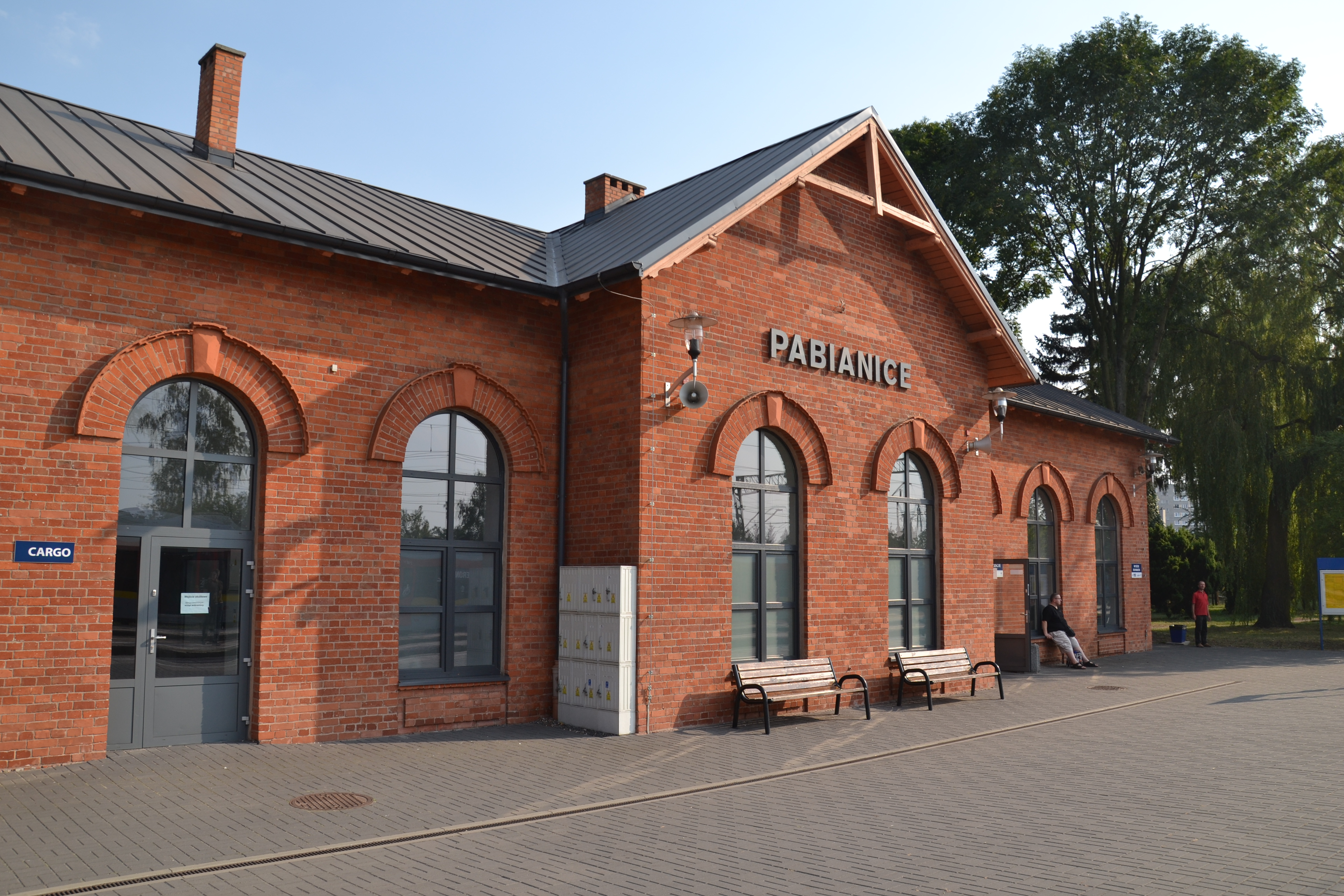
Kolej Warszawsko-Kaliska, stacja w Pabianicach

Kolej Warszawsko-Kaliska (ros. Варшавско-Калишская железная дорога, Warszawsko-Kaliszskaja żelieznaja dаroga) – kolej łącząca Warszawę z Kaliszem, wybudowana przez Towarzystwo Akcyjne Drogi Żelaznej Warszawsko-Wiedeńskiej w latach 1900–1902, uruchomiona 15 listopada 1902 jako szerokotorowa (1524 mm).
W 1906 r. Kolej Warszawsko-Kaliska została połączona z systemem kolei pruskich transgranicznym odcinkiem normalnotorowym Kalisz – Nowe Skalmierzyce. W 1910 r. dla skrócenia połączenia Wrocław – Kalisz wybudowano linię kolejową Oleśnica – Odolanów – Ostrów Wielkopolski. Kolej Kaliska została upaństwowiona przez rząd carski w 1912 r. Od 1914 r. linia była normalnotorowa (1435 mm), a od 1916 r. w znacznej części dwutorowa.
W 1918 r. została przejęta przez (zmilitaryzowane) Polskie Koleje Państwowe i następnie odbudowana ze zniszczeń wojennych. Do 1922 r. stanowiła główne połączenie ziem byłego zaboru pruskiego z ziemiami b. Królestwa Polskiego i z Warszawą. Wówczas oddano do użytku linię Kutno – Strzałkowo (110,7 km) skracającą drogę z Warszawy do Poznania o 86 km w porównaniu z połączeniem przez Kalisz. Później jej znaczenie stopniowo malało. Infrastruktura linii została rozbudowana w czasie II wojny światowej.
Linia została zelektryfikowana w latach 1952–1975. Dziś poszczególne odcinki Kolei Warszawsko-Kaliskiej wchodzą w skład następujących linii:
- linia kolejowa nr 3: odcinek Warszawa Centralna – Łowicz
- linia kolejowa nr 15: odcinek Łowicz – Łódź Kaliska
- linia kolejowa nr 14: odcinek Łódź Kaliska – Ostrów Wielkopolski

Trasa: Warszawa Kaliska – Błonie – Sochaczew – Łowicz Kaliski – Głowno – Stryków – Zgierz – Łódź Kaliska – Pabianice – Łask – Zduńska Wola – Sieradz – Błaszki – Opatówek – Kalisz.
Dworce budowano według dwóch projektów, z wyjątkiem Łodzi i stacji końcowych, zaś domki dróżników według jednego. Na trasie wybudowano 11 stacji kolejowych, w tym główne dworce:
- Warszawa Kaliska (arch. Józef Huss, 1902; zburzony w 1915, nieodbudowany),
- Łódź Kaliska (arch. Czesław Domaniewski, 1902; zburzony w 1982),
- Kalisz (arch. Czesław Domaniewski, 1905; zburzony w 1914, odbudowany).

## Plany wybudowania linii
Projekty wybudowania połączenia Kalisza z siecią kolejową Królestwa Polskiego powstawały wielokrotnie w ciągu ostatnich 40 lat XIX wieku. Zawsze natrafiały na zdecydowany opór władz carskich ze względów wojskowych. Ekonomiczne argumenty uznawano za drugoplanowe. Lewobrzeżna część Królestwa była przewidywana na teren starcia w ewentualnej wojnie ze zjednoczonymi Niemcami. Linie kolejowe, z nielicznymi wyjątkami – linii wiedeńskiej i bydgoskiej, rozwijano jedynie na prawym brzegu Wisły.
W 1862 r. na terenie Prus powstał Komitet Budowy Kolei Żelaznych z Wrocławia do Warszawy. Wystąpił on do władz carskich o koncesję na budowę linii od granicy pruskiej do Warszawy. Kolej miała biec po trasie Wrocław – Kobylin – Krotoszyn – Ostrów – granica – Kalisz – Opatówek – Sieradz – Zduńska Wola – Pabianice – Łódź – do połączenia z linią warszawsko-wiedeńską. Prośbę odrzucono.
W 1865 r. Jan Gottlieb Bloch uzyskał zezwolenie namiestnika Królestwa hr. Teodora Berga na przeprowadzenie studiów wstępnych, jednak władze carskie nie zgodziły się na budowę linii do granicy. We wrześniu 1868 hr. Berg przekazał do Ministerstwa Komunikacji w Petersburgu prośby o zezwolenie na budowę linii w Królestwie, wniesione przez obywateli niemieckich. Jeden z projektów dotyczył budowy kolei z Łodzi przez Sieradz, Kalisz do granicy pruskiej. W międzyczasie wpłynęły do Komitetu Dróg Żelaznych w Petersburgu kolejne dwie prośby wniesione przez obywateli niemieckich, zapewniających o wsparciu rządu pruskiego dla projektu. Względy strategiczne i podejrzliwość władz doprowadziły do odrzucenia wniosków składanych, co istotne, przez niemieckich obywateli. Odrzucano też prośby składane w kolejnych latach. Napięcia w stosunkach międzynarodowych sprawiły, że nie doszło do realizacji budowy linii łódzko-kaliskiej zatwierdzonej w listopadzie 1878 przez cara. Komitet Ministrów zlecił w 1879 r. Ministerstwu Komunikacji opracowanie projektu koncesji oraz warunków budowy linii z odnogą do Wieruszowa, w tym warunków technicznych i kosztorysu, ale ostatecznie minister komunikacji nie zatwierdził kosztorysu. Nie zezwolono na dobudowanie krótkiego łącznika dla połączenia Kalisza z siecią pruską w Skalmierzycach (taką prośbę złożono w 1881).
W 1898 r. złożono do Ministerstwa Komunikacji i Ministerstwa Skarbu dwa podania z prośbą o zezwolenie na wybudowanie linii z Łodzi do Kalisza. Autorem pierwszej był Moskiewski Dom Handlowy K.G. Schen, a drugiej ppłk sztabu generalnego Tizenhauzen. Po pewnym czasie konkurenci złożyli wspólne pismo, prosząc o zgodę na przedłużenie linii do Warszawy, przebudowę warszawskiego węzła kolejowego i budowę odnogi do Koluszek. Podobne podanie złożył Zarząd Towarzystwa Kolei Iwangorodzko-Dąbrowskiej. W tym czasie Ministerstwo Komunikacji zwróciło się do generał-gubernatora ks. Aleksandra Imertyńskiego, by sprawdził czy Towarzystwo Kolei Warszawsko-Wiedeńskiej mogło podjąć się zrealizowania tego przedsięwzięcia.
W wyniku tego 8 marca 1898 nadzwyczajne zebranie akcjonariuszy Towarzystwa Kolei Warszawsko-Wiedeńskiej uchwaliło, że zwróci się z wnioskiem o udzielenie koncesji na budowę i eksploatację linii z Warszawy do Kalisza z łącznikiem do granicy Prus. W lipcu 1898 uzupełniono to o wniosek o zezwolenie na przeprowadzenie badań w terenie. Rozporządzeniem z 24 lipca 1898 car zezwolił na przeprowadzenie studiów i opracowanie wstępnych projektów technicznych z zastrzeżeniem, że powinny uwzględniać dwa możliwe kierunki przebiegu linii:
- Kalisz – Sieradz – Łask – Łódź – Łowicz – Sochaczew – Błonie – Warszawa
- Kalisz – Łęczyca – Pniewo – Sochaczew – Błonie – Warszawa

Równocześnie pozwolenia na przeprowadzenie studiów w terenie udzielono ppłk Tizenhauzenowi. Tymczasem w sprawozdaniu z listopada 1898 komisja przy Ministerstwie Komunikacji powołana dla rozpatrzenia budowy linii kaliskiej i przebudowy warszawskiego węzła kolejowego zalecała, by kolej budować w prześwicie 1524 mm – zgodnie z życzeniem Ministra Wojny, a także że niewskazany jest 30-letni okres prywatnego użytkowania po wybudowaniu. Proponowano, by wybudować linię ze środków publicznych. Natomiast w razie braku zgody resortu finansów, powierzyć ją ppłk Tizenhauzenowi lub Towarzystwu Kolei Warszawsko-Wiedeńskiej.
Trudne warunki finansowe (przejęcie linii po 30 latach i amortyzacja 12,5 mln rubli kapitału akcyjnego), korzystne przede wszystkim dla skarbu państwa, były możliwe do spełnienia przez Towarzystwo Kolei Warszawsko-Wiedeńskiej. 28 listopada 1898 Komitet Dróg Żelaznych w Petersburgu zatwierdził na jego rzecz koncesję na budowę linii.

## Decyzja o budowie linii szerokotorowej
Podobnie jak względy strategiczne uniemożliwiały budowę linii przez blisko 40 lat, tak w momencie rozpoczęcia prac odbiły się na procesie jej powstawania. Władze rosyjskie wymagały, by linię budowano w standardzie szerokotorowym oraz by zapewniała ona zdolność przewozu transportów wojskowych według norm przyjętych na kolejach rosyjskich. Rząd zagwarantował też wykonawcy prawo własności jedynie na 30 lat. Po tym czasie linia miała przejść na własność państwa. Powyższe warunki ujęto w ukazie carskim z 14 kwietnia 1900 potwierdzającym koncesję na budowę linii dla Towarzystwa Kolei Warszawsko-Wiedeńskiej. Towarzystwo obsługujące dotąd linie o normalnym prześwicie (1435 mm) nie miało doświadczeń z budową linii szerokotorowej, odpowiedniego sprzętu i taboru. Z tego powodu przyjęło ono te warunki z niechęcią. W odpowiedzi władze carskie ostrzegły, że w razie odmowy Towarzystwo powinno liczyć się przymusowym wykupem dotąd posiadanych linii. W tej sytuacji Towarzystwo przyjęło warunki i zgodziło się na budowę linii Warszawa – Kalisz. Projekt złożony przez Radę Zarządzającą Kolei Warszawsko-Wiedeńskiej do Ministerstwa Komunikacji został zatwierdzony. Władze carskie zastrzegły sobie nadzór nad budową linii i kontrolę prac. Nadzór z ramienia rządu powierzono inżynierowi Lipinowi. Podobnie na naczelnego inżyniera budowy władze pragnęły narzucić własnego kandydata, na co nie godziło się Towarzystwo. Ostatecznie osiągnięto kompromis. Kierownikiem budowy został Rosjanin – inż. B.N. Kazin, a jego zastępcą kandydat Towarzystwa – inż. Józef Prüffer.

## Budowa
Biuro budowy mieściło się w pałacu finansisty i zarazem prezesa Rady Zarządzającej Towarzystwa, barona Leopolda Kronenberga juniora przy placu Ewangelickim (dzisiejszy plac Małachowskiego). W kwietniu 1900 powołano komisję budowy linii.
Plan zakładał przebieg linii wzdłuż drogi Warszawa – Łódź – Łódź – Kalisz – Skalmierzyce (łącznie 247 wiorst). Po odmowie władz pruskich połączenia linii z siecią pruską, trasę skrócono do Kalisza (236 wiorst), z czego 80% to nasypy a 20% przekopy. Łącznie ze wszystkimi bocznicami i liniami stacyjnymi długość linii wzrastała do 324 wiorst. Projektując linię przyjęto zasadę, że przecinając inne koleje i główne trakty drogowe linia przechodziła nad nimi. Celem było zagwarantowanie bezpieczeństwa komunikacji. Ogółem wybudowano między Warszawą a Kaliszem 173 mosty, 17 przejazdów i wiaduktów, jeden tunel oraz 11 stacji kolejowych. Planowany koszt budowy wynosił 19 450 542 ruble, faktycznie budowa kosztowała 21 931 600 rubli. Zwiększone koszty wynikały z konieczności dofinansowania wydatków na zakup lepszych szyn i wykup ziemi.
Przy budowie zastosowano nowatorskie rozwiązania techniczne dotyczące układania szyn i rozstawienia podkładów pod złącza według opracowania inż. Aleksandra Wasiutyńskiego. Po raz pierwszy w budownictwie kolei użyto szyn o długości 15 m i ciężarze 480 kg oraz systemu podwójnego podkładu pod złącza szyn.
W 1902 r. na rogu Alei Jerozolimskich i ul. Żelaznej w Warszawie wybudowano Dworzec Kaliski zaprojektowany przez Józefa Hussa.

Budowę zakończono uroczyście 15 listopada o godzinie 8. Na Dworcu Kaliskim zebrały się władze kolejowe wraz z baronem Kronenbergiem. O tej godzinie pociąg nr 1 wyruszył do Kalisza, a pociąg nr 2 z Kalisza do Warszawy.

Dworce Kolei Warszawsko-Kaliskiej
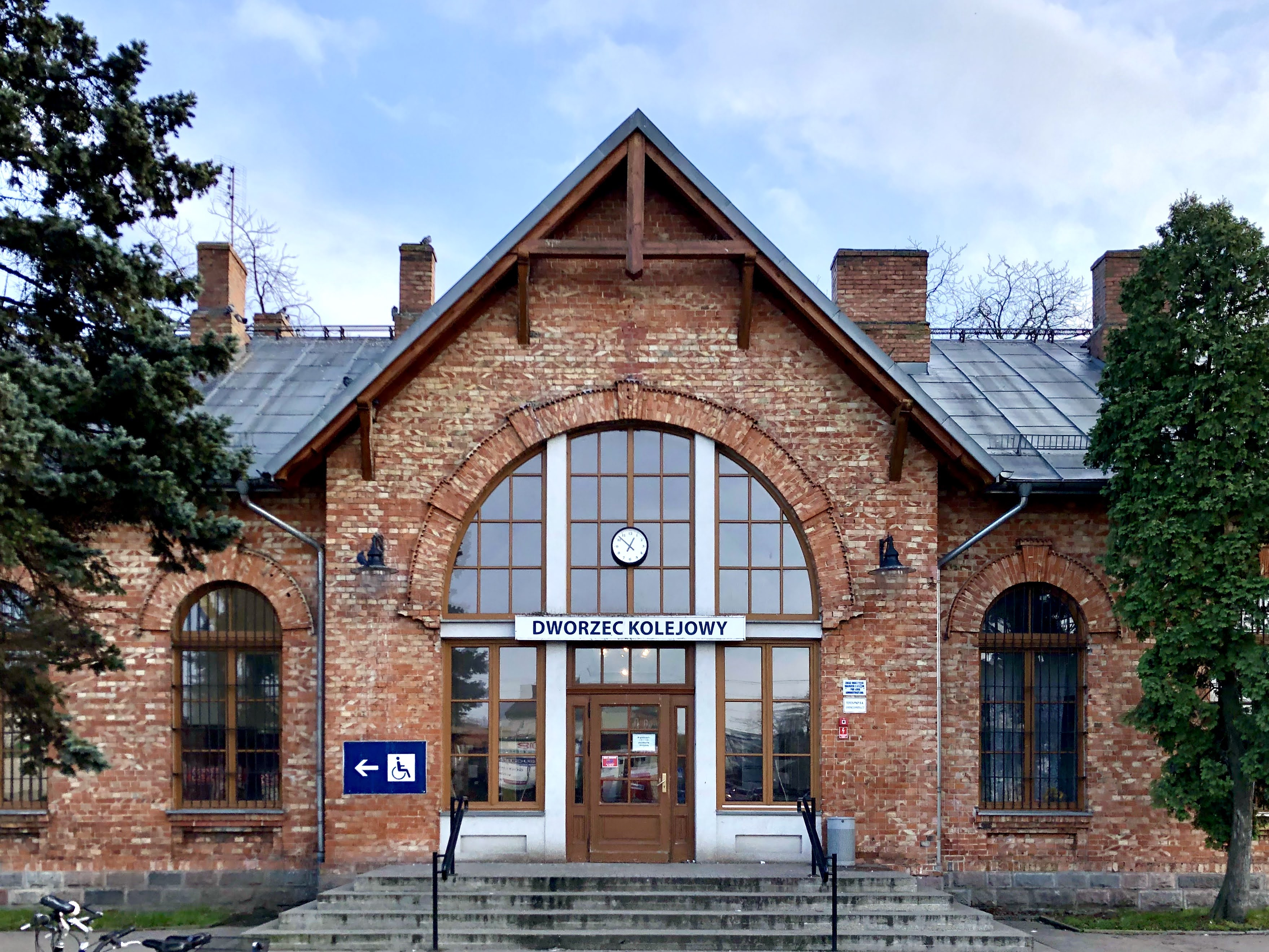
Dworzec w Sochaczewie
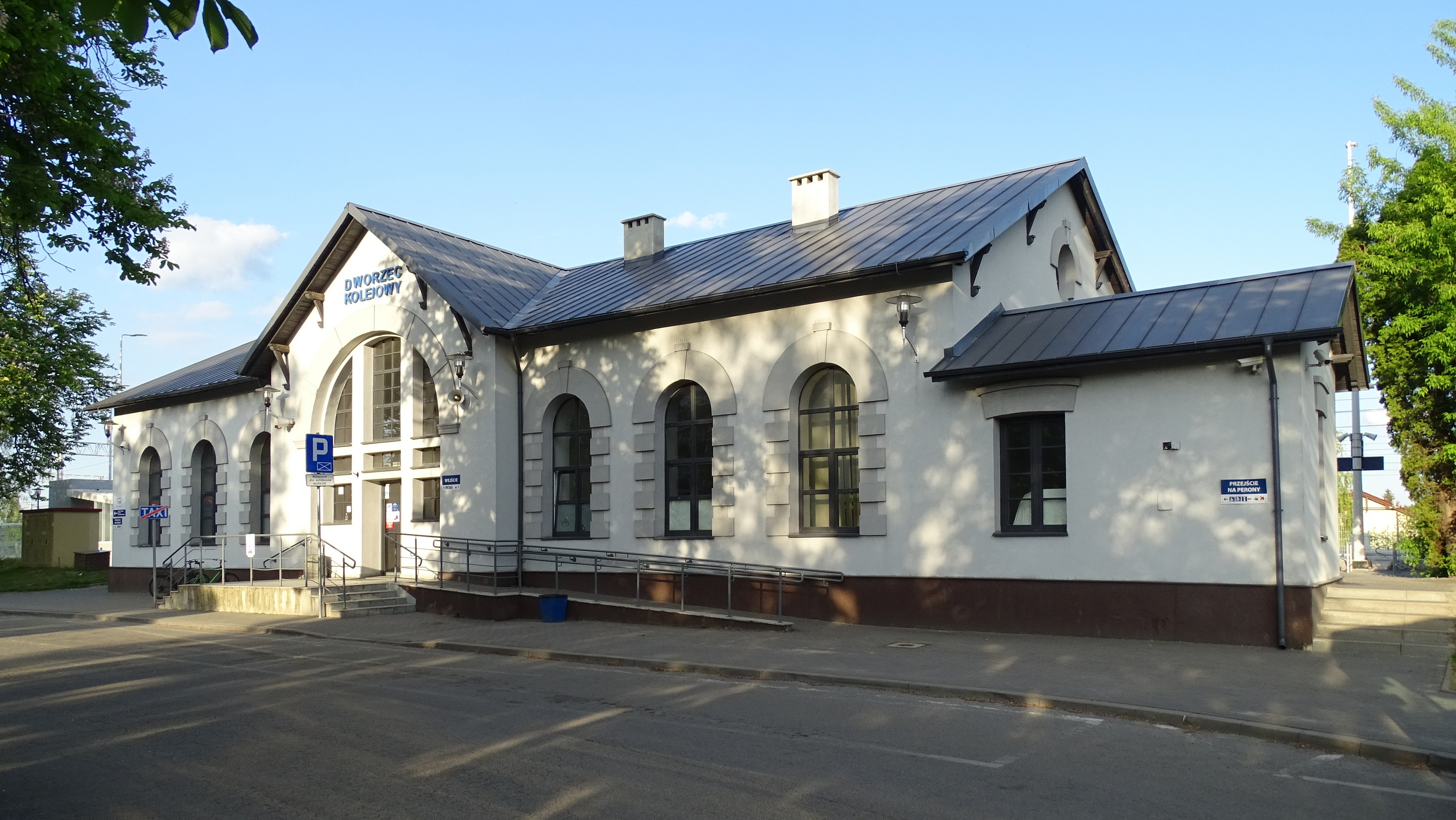
Dworzec w Zgierzu
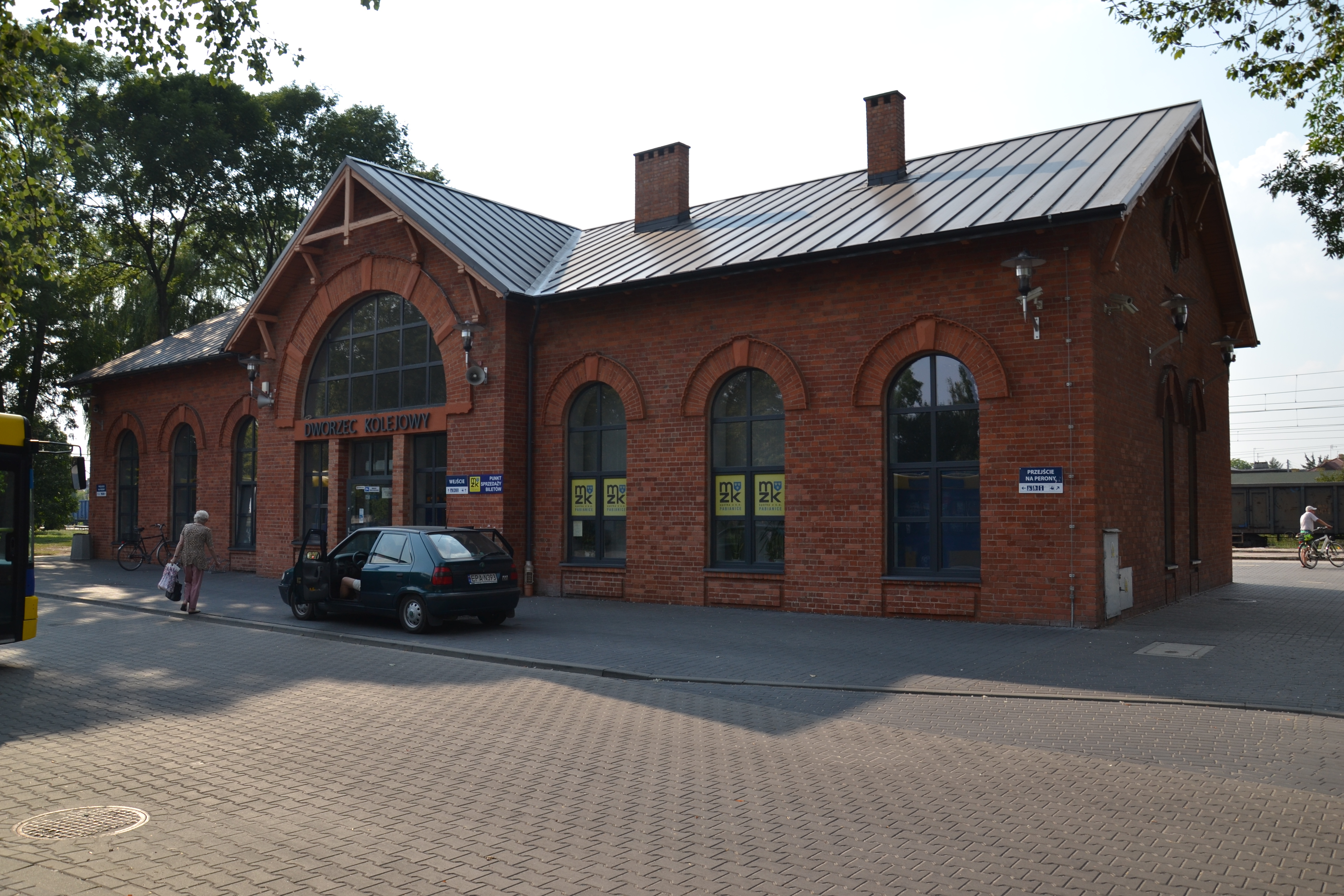
Dworzec w Pabianicach
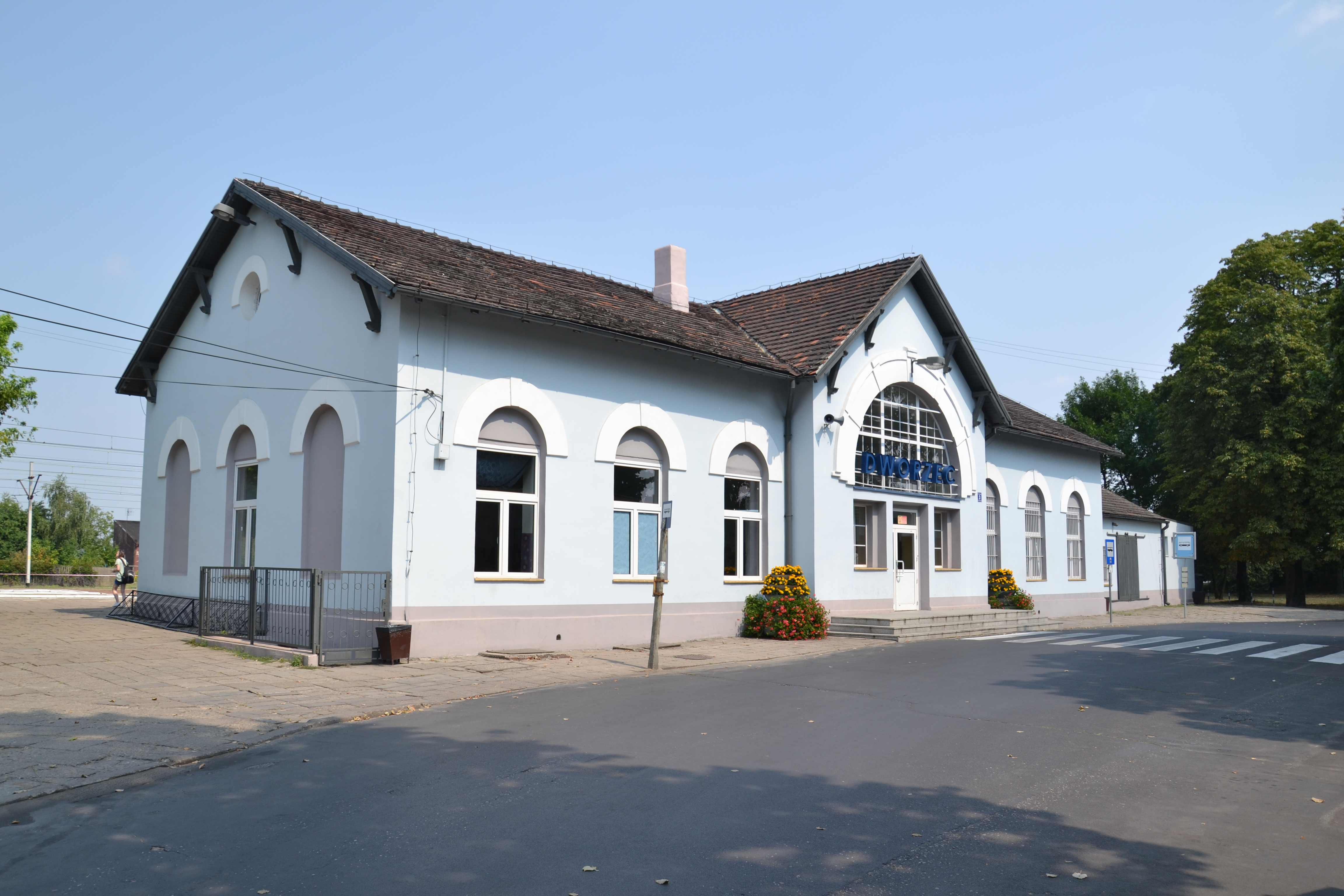
Dworzec w Zduńskiej Woli
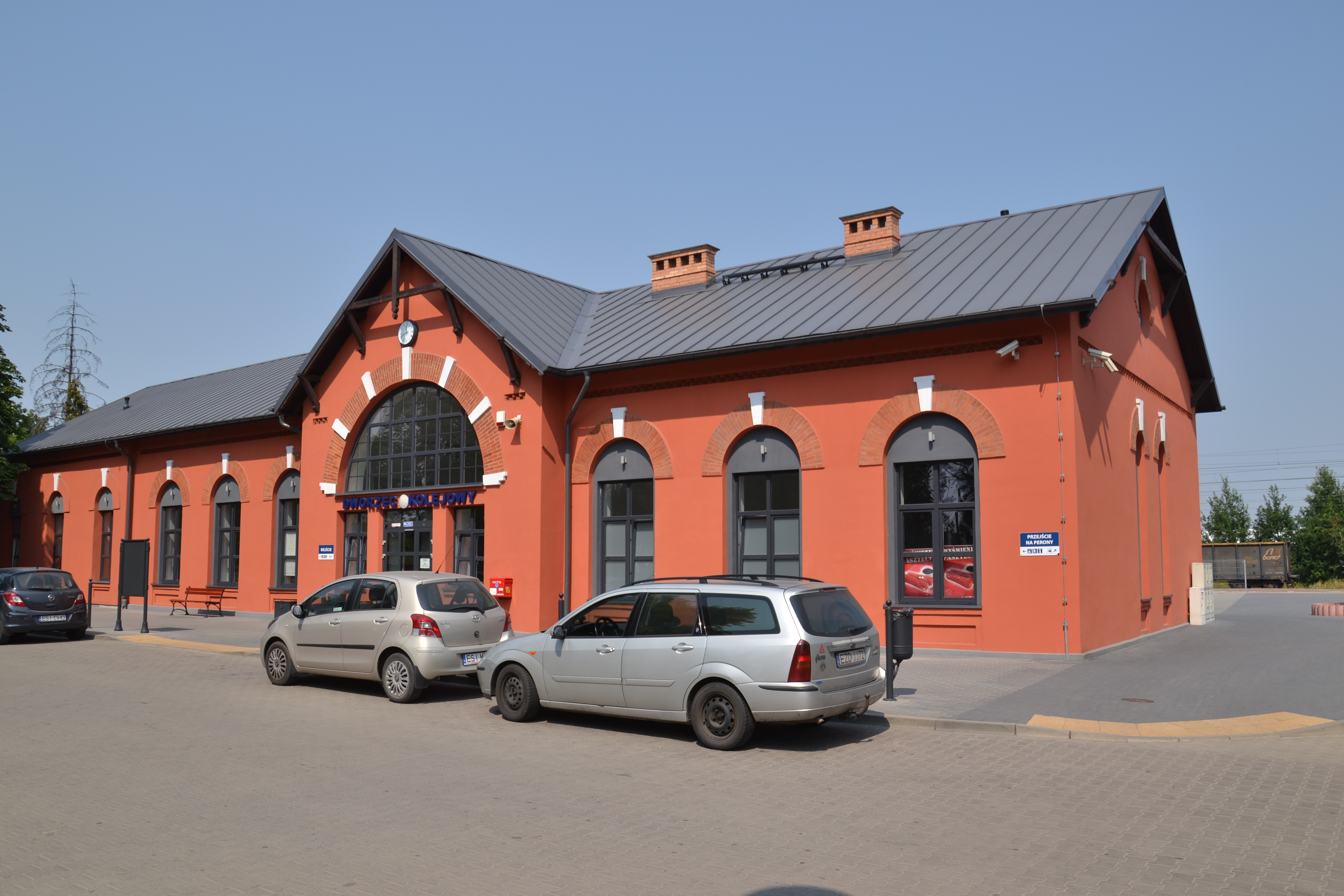
Dworzec w Sieradzu

## Połączenie ze Skalmierzycami

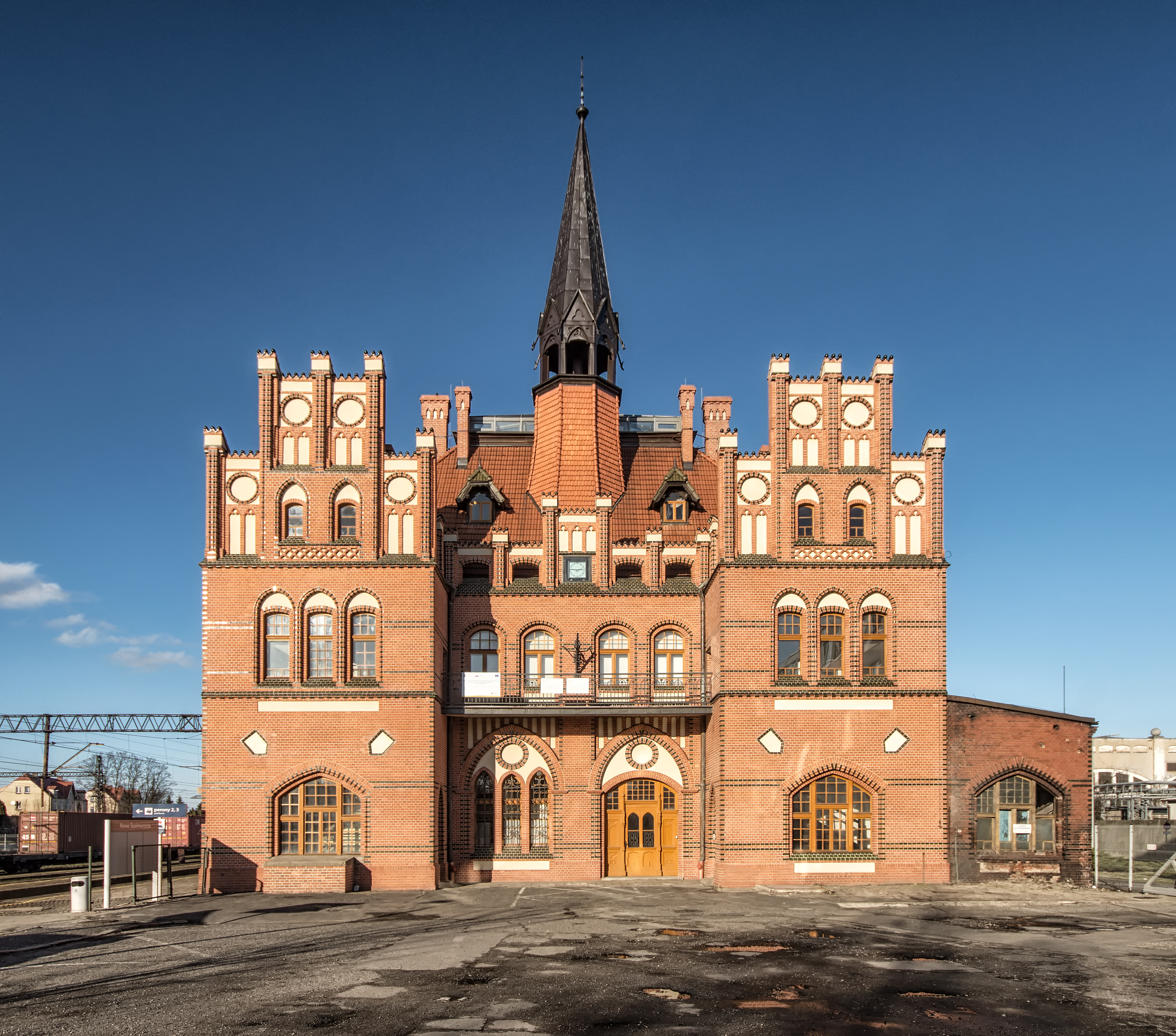
Dworzec kolejowy w Nowych Skalmierzycach

Początkowo władze rosyjskie nie mogły porozumieć się z pruskimi co do lokalizacji stacji granicznej. Ostatecznie 6 grudnia 1904 zawarto w Berlinie układ międzyrządowy na mocy którego linia kaliska przedłużała swój bieg do Skalmierzyc, gdzie następowało połączenie z linią Ostrów Wielkopolski – Skalmierzyce. Dla ruchu towarowego stacją przeładunkową pozostały po stronie pruskiej Skalmierzyce, a po stronie rosyjskiej Szczypiorno, odległe o 1,3 wiorsty od granicy. Dla ruchu pasażerskiego ustalono dwie komory celne: w Skalmierzycach i w Kaliszu. Pociągi od strony rosyjskiej dochodziły po szerokim torze do Skalmierzyc i tu dokonywano odprawy celnej. Natomiast pociągi od strony pruskiej dochodziły linią normalnotorową do Kalisza, gdzie miała miejsce kontrola celna. Odcinek między obiema stacjami miał podwójne tory, o normalnym i szerokim prześwicie. Obie stacje stały pomiędzy torami dzieląc też stacje na części rosyjską i pruską. Oddanie odcinka do użytku nastąpiło 28 października 1906.

## Eksploatacja i wykup kolei
Na linię sprowadzono nowy tabor kosztem 3 mln rubli. Obsługiwały ją czteroosiowe wagony typu pulmannowskiego, posiadające trzy klasy, zaopatrzone w centralne ogrzewanie w każdym wagonie. W okresie letnim wprowadzano dla ułatwiania przejazdu robotnikom sezonowym tzw. towosy, wagony towarowe przystosowane dla przewozów pasażerskich. Wagony towarowe – dwuosiowe, również sprowadzone jako nowe, były gorsze – miały lekką konstrukcję, słabe zderzaki i ręczne hamulce. Ich ładowność wynosiła 10-15 ton. Parowozy sprowadzono z zagranicy.
Przeciętna prędkość pociągów osobowych po otwarciu linii to 25 km/h, w kolejnych latach wzrosła do 35 km/h. Podróż na trasie Warszawa – Kalisz trwała 7 godzin. Po uzyskaniu połączenia ze Skalmierzycami wprowadzono pociągi pośpieszne jadące z przeciętną prędkością 45 km/h.
Dobre wyniki finansowe kolei skłoniły rząd carski do wykupu linii. Nakładała się na to kwestia przygotowań do wojny. 17 listopada 1911 Duma zatwierdziła uchwałę rządu o natychmiastowym upaństwowieniu linii. Wykup o wartości 32 mln rubli miał nastąpić od 14 stycznia 1912 ze środków państwowych, bez zaciągania na ten cel pożyczki.
Od momentu przejęcia kolei przez państwo język rosyjski stał się językiem urzędowym, a stanowiska kierownicze obsadzano fachowcami rosyjskimi. Dotychczasowi polscy specjaliści byli przenoszeni w głąb Królestwa na mniej odpowiedzialne stanowiska, ewentualnie równorzędne, ale o niższym uposażeniu. Dokonując upaństwowienia utrzymano dotychczasową siatkę płac, tak dla pracowników już pracujących na linii, jak i nowo przyjmowanych.

## Okres I wojny światowej i II Rzeczypospolitej
Linię przekuto na linię normalnotorową po ustabilizowaniu się frontu na linii Bzury i Rawki w grudniu 1914. W trakcie odwrotu w lipcu 1915 wojska rosyjskie ewakuowały w głąb Rosji całość taboru, który do tej pory był używany na linii. W trakcie wojny poszerzono linię na dwutorową na odcinkach Kalisz – Łódź i Bednary – Warszawa (choć drugi tor był położony prowizorycznie – bez podsypki i z wykorzystaniem tymczasowych mostów).
Niestety obie strony niszczyły w trakcie działań wojennych infrastrukturę kolejową. W 1918 r. zniszczone i odbudowane prowizorycznie były mosty na Prośnie pod Kaliszem (tylko jeden tor, odbudowany na szerokość 1 toru w latach 1921–1922), na Warcie pod Sieradzem (odbudowany w latach 1922–1925), na Nerze pod Łodzią, na Skierniewce pod Bednarami. Najbardziej zniszczone były budynki na odcinku Sochaczew – Warszawa. Na pozostałych odcinkach większość zabudowań ocalała.
Po 1918 roku przystąpiono do odbudowy zniszczeń. Przebudowano i zmodernizowano znacznie zniszczony w trakcie wojny dworzec w Kaliszu. Na odcinku Bednary – Łowicz ułożono drugi tor po 1928 r.

## II wojna światowa
Kampania wrześniowa przyniosła znaczne zniszczenia węzłów i mostów. Na początku okupacji linia podlegała Dyrekcji Kolei Rzeszy w Poznaniu. Następnie dokonano podziału linii i jej wschodnią część (do stacji Głowno) poddano zarządowi Dyrekcji Generalnej Kolei Wschodniej (Ostbahn), która była organem Generalnego Gubernatorstwa.
W celu spełnienia zwiększających się zadań przewozowych nie tylko odbudowano liczne obiekty (np. mosty pod Sieradzem wiosną 1940), ale przystąpiono do rozbudowy linii. Początkowo był to Program Otto, potem Ostbau-Programm (planowano zakończenie w maju 1941, w praktyce realizowano je jeszcze w 1944). Oba programy przewidywały dostosowanie nawierzchni i układów torowych do zwiększonej długości składów i ciężaru lokomotyw. Odcinek Kalisz – Łódź miał stać się częścią magistrali prowadzącej z Żagania przez Ostrów Wielkopolski, Łódź, Koluszki, Lublin na Ukrainę. Tory stacyjne i mijankowe miały zostać wydłużone do 800 m. Planowano budowę posterunków stwierdzania końca pociągu (SKP) i semaforów wyjazdowych na wszystkich stacjach zgodnie z normami dla niemieckich kolei głównych, budowę dodatkowych stacji mijankowych i przedwęzłowych oraz powiększenie wież ciśnień. Wzniesiono nowe nastawnie, na stacji Dobroń dworzec, liczne posterunki blokowe, strażnice przejazdowe, nowe wieże ciśnień w Kaliszu i Sieradzu. Wymieniono sygnalizację i linie łączności kolejowej.
Odcinek Łódź – Łowicz pozostał do końca wojny niezmodernizowany, gdyż leżał poza głównymi szlakami tranzytu. Po wkroczeniu wojsk radzieckich całą linię przekuto na szeroki tor, z wyjątkiem tego odcinka. Ruch na linii na odcinku Łódź – Ostrów Wlkp. przywracano w tempie 29–30 km na dobę. Odbudowano też most na Warcie w Sieradzu. W 1945 r., po zakończeniu wojny, linia została ostatecznie przekuta na tor normalny.

## Elektryfikacja
Poszczególne odcinki linii były elektryfikowane w dość znacznych odstępach czasu:
- 14.03.1952 Warszawa – Włochy – Błonie
- 15.03.1959 Błonie – Sochaczew
- 22.03.1961 Sochaczew – Łowicz
- 27.11.1965 Łowicz – Łódź Kaliska – Zduńska Wola
- 02.06.1973 Zduńska Wola – Sieradz
- 02.12.1975 Sieradz – Nowe Skalmierzyce – (Ostrów Wlkp.)

## Znaczenie linii
Kolej kaliska skróciła połączenia z centrum Królestwa Polskiego do Poznania i Wrocławia. Szerokotorowa linia ułatwiła wymianę handlową z pozostałymi terenami Rosji. Świadczą o tym dane o cle pobieranym na granicy. Komora celna w Szczypiornie pobrała w 1906 cło za przywóz towarów w kwocie 4 542 000 rubli, w 1910 – 24 837 000 rubli, by z pobranym w 1913 cłem przekraczającym kwotę 25 mln rubli stać się największą lądową komorą celną w Rosji, zbliżając się tym samym do obrotu morskich komór celnych w Odessie i Petersburgu. Bardzo ważna okazała się możliwość transportu węgla z Zagłębia Dąbrowskiego, który do tej pory sprowadzano do guberni kaliskiej z Dolnego Śląska. Linia miała też duże znaczenie dla ruchu pasażerskiego.
Linia nie miała dużego wpływu na rozwój wschodniego odcinka swej trasy, między Warszawą a Łowiczem, który znajdował się w strefie oddziaływania Kolei Warszawsko-Wiedeńskiej. Jednak dla pozostałej części stanowiła czynnik rozwoju. Niezwykle istotna okazała się dla wzrostu liczby mieszkańców Kalisza. W 1897 r. Kalisz liczył 21 680 mieszkańców, w 1910 około 60 tys., a w przeddzień wojny już blisko 70 tys. W 1906 r. poszerzono teren liczącego do tej pory 170 ha miasta do 605 ha. W 1900 w mieście zlokalizowanych było łącznie 48 czynnych zakładów przemysłowych zatrudniających 1944 robotników i wytwarzających produkcję o wartości 1 833 000 rubli, a w 1914 jedynie przemysł hafciarski i koronkarski liczył 65 zakładów, zatrudniających 4 tys. robotników i wytwarzających towar o wartości 5 mln rubli.

## Plany na przyszłość
W 2005 r. powstał projekt budowy Linii szybkiej kolei „Y”: Wrocław Główny – Nowe Skalmierzyce/Zduńska Wola – Łódź – Warszawa Centralna (linia „Y”), w przebiegu pokrywającej się z przebiegiem Kolei Warszawsko-Kaliskiej. W 2006 projekt uzupełniono o linię Nowe Skalmierzyce/Zduńska Wola – Poznań Główny.